# دهستان گوراب زرمیخ
دهستان گوراب زرمیخ نام دهستانی در بخش میرزا کوچک جنگلی شهرستان صومعه‌سرا، استان گیلان در ایران است. براساس سرشماری مرکز آمار ایران در سال ۱۳۸۵، جمعیت آن ۱۵۶۷۲ نفر (۳۹۱۹ خانوار) بوده‌است.